# Grand Prix Formule 1 van Abu Dhabi 2022
De Grand Prix Formule 1 van Abu Dhabi 2022 werd verreden op 20 november op het Yas Marina Circuit op het eiland Yas. Het was de tweeëntwintigste en laatste race van het seizoen.

## Vrije trainingen

### Uitslagen
- Enkel de top vijf wordt weergegeven.

| Vrije training 1 | Pos. | Nr. | Coureur         | Constructeur         | Tijd     |
| ---------------- | ---- | --- | --------------- | -------------------- | -------- |
| Vrije training 1 | 1    | 44  | Lewis Hamilton  | Mercedes             | 1:26.633 |
| Vrije training 1 | 2    | 63  | George Russell  | Mercedes             | 1:26.853 |
| Vrije training 1 | 3    | 16  | Charles Leclerc | Ferrari              | 1:26.888 |
| Vrije training 1 | 4    | 11  | Sergio Pérez    | Red Bull Racing-RBPT | 1:26.967 |
| Vrije training 1 | 5    | 36  | Liam Lawson     | Red Bull Racing-RBPT | 1:27.201 |
| Vrije training 2 | Pos. | Nr. | Coureur         | Constructeur         | Tijd     |
| Vrije training 2 | 1    | 1   | Max Verstappen  | Red Bull Racing-RBPT | 1:25.146 |
| Vrije training 2 | 2    | 63  | George Russell  | Mercedes             | 1:25.487 |
| Vrije training 2 | 3    | 16  | Charles Leclerc | Ferrari              | 1:25.599 |
| Vrije training 2 | 4    | 44  | Lewis Hamilton  | Mercedes             | 1:25.761 |
| Vrije training 2 | 5    | 11  | Sergio Pérez    | Red Bull Racing-RBPT | 1:25.852 |
| Vrije training 3 | Pos. | Nr. | Coureur         | Constructeur         | Tijd     |
| Vrije training 3 | 1    | 11  | Sergio Pérez    | Red Bull Racing-RBPT | 1:24.982 |
| Vrije training 3 | 2    | 1   | Max Verstappen  | Red Bull Racing-RBPT | 1:25.134 |
| Vrije training 3 | 3    | 44  | Lewis Hamilton  | Mercedes             | 1:25.222 |
| Vrije training 3 | 4    | 63  | George Russell  | Mercedes             | 1:25.395 |
| Vrije training 3 | 5    | 4   | Lando Norris    | McLaren-Mercedes     | 1:25.518 |

Testcoureurs in vrije training 1:

 Liam Lawson (Red Bull Racing-RBPT) reed in plaats van Max Verstappen. Hij werd vijfde achter Sergio Pérez.

 Robert Shwartzman (Ferrari) reed in plaats van Carlos Sainz jr. Hij reed een tijd van 1:27.429 en werd daarmee zevende.

 Jack Doohan (Alpine-Renault) reed in plaats van Fernando Alonso. Hij reed een tijd van 1:28.484 en werd daarmee negentiende.

  Patricio O'Ward (McLaren-Mercedes) reed in plaats van Lando Norris.Hij reed een tijd van 1:28.350 en werd daarmee achttiende.

 Robert Kubica (Alfa Romeo-Ferrari) reed in plaats van Zhou Guanyu. Hij reed een tijd van 1:28.064 en werd daarmee veertiende.

  Felipe Drugovich (Aston Martin-Mercedes) reed in plaats van Lance Stroll. Hij reed een tijd van 1:28.672 en werd daarmee twintigste.

 Pietro Fittipaldi (Haas-Ferrari) reed in plaats van Mick Schumacher. Hij reed een tijd van 1:28.204 en werd daarmee zeventiende.

 Logan Sargeant (Williams-Mercedes) reed in plaats van Nicholas Latifi. Hij reed een tijd van 1:28.098 en werd daarmee vijftiende.

## Kwalificatie
Max Verstappen behaalde de twintigste pole position in zijn carrière.
| Pos.                                        | Nr. | Coureur          | Constructeur          | Kwalificatietijden | Kwalificatietijden | Kwalificatietijden | Grid  |
| Pos.                                        | Nr. | Coureur          | Constructeur          | Q1                 | Q2                 | Q3                 | Grid  |
| ------------------------------------------- | --- | ---------------- | --------------------- | ------------------ | ------------------ | ------------------ | ----- |
| 1                                           | 1   | Max Verstappen   | Red Bull Racing-RBPT  | 1:24.754           | 1:24.622           | 1:23.824           | 1     |
| 2                                           | 11  | Sergio Pérez     | Red Bull Racing-RBPT  | 1:24.820           | 1:24.419           | 1:24.052           | 2     |
| 3                                           | 16  | Charles Leclerc  | Ferrari               | 1:25.211           | 1:24.517           | 1:24.092           | 3     |
| 4                                           | 55  | Carlos Sainz jr. | Ferrari               | 1:25.090           | 1:24.521           | 1:24.242           | 4     |
| 5                                           | 44  | Lewis Hamilton   | Mercedes              | 1:25.594           | 1:24.774           | 1:24.508           | 5     |
| 6                                           | 63  | George Russell   | Mercedes              | 1:25.545           | 1:24.940           | 1:24.511           | 6     |
| 7                                           | 4   | Lando Norris     | McLaren-Mercedes      | 1:25.387           | 1:24.903           | 1:24.769           | 7     |
| 8                                           | 31  | Esteban Ocon     | Alpine-Renault        | 1:25.735           | 1:25.007           | 1:24.830           | 8     |
| 9                                           | 5   | Sebastian Vettel | Aston Martin-Mercedes | 1:25.523           | 1:24.974           | 1:24.961           | 9     |
| 10                                          | 3   | Daniel Ricciardo | McLaren-Mercedes      | 1:25.766           | 1:25.068           | 1:25.045           | 13 *1 |
| 11                                          | 14  | Fernando Alonso  | Alpine-Renault        | 1:25.782           | 1:25.096           |                    | 10    |
| 12                                          | 22  | Yuki Tsunoda     | AlphaTauri-RBPT       | 1:25.630           | 1:25.219           |                    | 11    |
| 13                                          | 47  | Mick Schumacher  | Haas-Ferrari          | 1:25.711           | 1:25.225           |                    | 12    |
| 14                                          | 18  | Lance Stroll     | Aston Martin-Mercedes | 1:25.741           | 1:25.359           |                    | 14    |
| 15                                          | 24  | Zhou Guanyu      | Alfa Romeo-Ferrari    | 1:25.594           | 1:25.408           |                    | 15    |
| 16                                          | 20  | Kevin Magnussen  | Haas-Ferrari          | 1:25.834           |                    |                    | 16    |
| 17                                          | 10  | Pierre Gasly     | AlphaTauri-RBPT       | 1:25.859           |                    |                    | 17    |
| 18                                          | 77  | Valtteri Bottas  | Alfa Romeo-Ferrari    | 1:25.892           |                    |                    | 18    |
| 19                                          | 23  | Alexander Albon  | Williams-Mercedes     | 1:26.028           |                    |                    | 19    |
| 20                                          | 6   | Nicholas Latifi  | Williams-Mercedes     | 1:26.054           |                    |                    | 20    |
| Q1 107% tijd: 1:30.687 (Bron: formula1.com) |     |                  |                       |                    |                    |                    |       |

*1 Daniel Ricciardo kreeg een gridstraf van drie plaatsen voor het veroorzaken van de botsing met Kevin Magnussen tijdens de Grand Prix van São Paulo. Bovendien ontving hij twee strafpunten op zijn licentie.

## Wedstrijd
Max Verstappen behaalde de vijfendertigste Grand Prix-overwinning in zijn carrière.
| Pos.               | Nr. | Coureur          | Constructeur          | Rondes | Tijd / Oorzaak Uitval | Grid | Punten |
| ------------------ | --- | ---------------- | --------------------- | ------ | --------------------- | ---- | ------ |
| 1                  | 1   | Max Verstappen   | Red Bull Racing-RBPT  | 58     | 1:27:45.914           | 1    | 25     |
| 2                  | 16  | Charles Leclerc  | Ferrari               | 58     | +8.771                | 3    | 18     |
| 3                  | 11  | Sergio Pérez     | Red Bull Racing-RBPT  | 58     | +10.093               | 2    | 15     |
| 4                  | 55  | Carlos Sainz jr. | Ferrari               | 58     | +24.892               | 4    | 12     |
| 5                  | 63  | George Russell   | Mercedes              | 58     | +35.888               | 6    | 10     |
| 6                  | 4   | Lando Norris     | McLaren-Mercedes      | 58     | +56.234               | 7    | 9S     |
| 7                  | 31  | Esteban Ocon     | Alpine-Renault        | 58     | +57.240               | 8    | 6      |
| 8                  | 18  | Lance Stroll     | Aston Martin-Mercedes | 58     | +1:16.931             | 14   | 4      |
| 9                  | 3   | Daniel Ricciardo | McLaren-Mercedes      | 58     | +1:23.268             | 13   | 2      |
| 10                 | 5   | Sebastian Vettel | Aston Martin-Mercedes | 58     | +1.23.898             | 9    | 1      |
| 11                 | 22  | Yuki Tsunoda     | AlphaTauri-RBPT       | 58     | +1:29.371             | 11   |        |
| 12                 | 24  | Zhou Guanyu      | Alfa Romeo-Ferrari    | 57     | +1 ronde              | 15   |        |
| 13                 | 23  | Alexander Albon  | Williams-Mercedes     | 58     | +1 ronde              | 19   |        |
| 14                 | 10  | Pierre Gasly     | AlphaTauri-RBPT       | 58     | +1 ronde              | 17   |        |
| 15                 | 77  | Valtteri Bottas  | Alfa Romeo-Ferrari    | 57     | +1 ronde              | 18   |        |
| 16                 | 47  | Mick Schumacher  | Haas-Ferrari          | 57     | +1 ronde *1           | 12   |        |
| 17                 | 20  | Kevin Magnussen  | Haas-Ferrari          | 57     | +1 ronde              | 16   |        |
| 18 †               | 44  | Lewis Hamilton   | Mercedes              | 55     | Versnellingsbak       | 5    |        |
| 19 †               | 6   | Nicholas Latifi  | Williams-Mercedes     | 55     | Botsingschade         | 20   |        |
| DNF                | 14  | Fernando Alonso  | Alpine-Renault        | 27     | Waterlek              | 10   |        |
| Bron: formula1.com |     |                  |                       |        |                       |      |        |

S Lando Norris reed voor de vijfde keer in zijn carrière een snelste ronde en behaalde hiermee een extra punt.

*1 Mick Schumacher kreeg een tijdstraf van vijf seconden voor het veroorzaken van een botsing met Nicholas Latifi. De straf had geen invloed op zijn positie in de einduitslag.

† Lewis Hamilton en Nicholas Latifi haalden de finish niet, maar hebben wel 90% van de race-afstand afgelegd, waardoor zij wel geklasseerd werden.

## Eindstanden wereldkampioenschap
Betreft de complete eindstand van het wereldkampioenschap na afloop van de laatste race in 2022.

### Coureurs
| Pos. | Nr. | Coureur          | Constructeur          | Punten |
| ---- | --- | ---------------- | --------------------- | ------ |
| 1    | 1   | Max Verstappen   | Red Bull Racing-RBPT  | 454    |
| 2    | 16  | Charles Leclerc  | Ferrari               | 308    |
| 3    | 11  | Sergio Pérez     | Red Bull Racing-RBPT  | 305    |
| 4    | 63  | George Russell   | Mercedes              | 275    |
| 5    | 55  | Carlos Sainz jr. | Ferrari               | 246    |
| 6    | 44  | Lewis Hamilton   | Mercedes              | 240    |
| 7    | 4   | Lando Norris     | McLaren-Mercedes      | 122    |
| 8    | 31  | Esteban Ocon     | Alpine-Renault        | 92     |
| 9    | 14  | Fernando Alonso  | Alpine-Renault        | 81     |
| 10   | 77  | Valtteri Bottas  | Alfa Romeo-Ferrari    | 49     |
| 11   | 5   | Sebastian Vettel | Aston Martin-Mercedes | 37     |
| 12   | 3   | Daniel Ricciardo | McLaren-Mercedes      | 37     |
| 13   | 20  | Kevin Magnussen  | Haas-Ferrari          | 25     |
| 14   | 10  | Pierre Gasly     | AlphaTauri-RBPT       | 23     |
| 15   | 18  | Lance Stroll     | Aston Martin-Mercedes | 18     |
| 16   | 47  | Mick Schumacher  | Haas-Ferrari          | 12     |
| 17   | 22  | Yuki Tsunoda     | AlphaTauri-RBPT       | 12     |
| 18   | 24  | Zhou Guanyu      | Alfa Romeo-Ferrari    | 6      |
| 19   | 23  | Alexander Albon  | Williams-Mercedes     | 4      |
| 20   | 6   | Nicholas Latifi  | Williams-Mercedes     | 2      |
| 21   | 45  | Nyck de Vries    | Williams-Mercedes     | 2      |
| 22   | 27  | Nico Hülkenberg  | Aston Martin-Mercedes | 0      |

### Constructeurs
| Pos. | Constructeur          | Punten |
| ---- | --------------------- | ------ |
| 1    | Red Bull Racing-RBPT  | 759    |
| 2    | Ferrari               | 554    |
| 3    | Mercedes              | 515    |
| 4    | Alpine-Renault        | 173    |
| 5    | McLaren-Mercedes      | 159    |
| 6    | Alfa Romeo-Ferrari    | 55     |
| 7    | Aston Martin-Mercedes | 55     |
| 8    | Haas-Ferrari          | 37     |
| 9    | AlphaTauri-RBPT       | 35     |
| 10   | Williams-Mercedes     | 8      |